# Letourneuxia
Letourneuxia is een geslacht van longslakken uit de familie wegslakken (Arionidae).

## Soorten
- Letourneuxia nyctelia (Bourguignat, 1861)

Niet geaccepteerde soorten:
- Letourneuxia atlantica Bourguignat in Pechaud, 1884 → Letourneuxia nyctelia (Bourguignat, 1861)
- Letourneuxia moreleti (P. Hesse, 1884) → Letourneuxia nyctelia (Bourguignat, 1861)
- Letourneuxia numidica Bourguignat, 1866 → Letourneuxia nyctelia (Bourguignat, 1861)
- Letourneuxia lusitana da Silva e Castro, 1873 (taxon inquirendum)